# 小意大利 (阿肯色州)
小意大利（英語：Little Italy）是位於美國阿肯色州佩里縣與普拉斯基縣的一個非建制地區。該地的面積和人口皆未知。

## 地理
小意大利的座標為34°52′28″N 93°06′38″W / 34.87444°N 93.11056°W，而該地的平均海拔高度為211米（即692英尺）。